# S.H.R. -セクシーヒーローレボリューション-
S.H.R. 〜セクシーヒーローレヴォリューション〜はアルバムBarbe-Q★マイケルの先行シングルである。
収録曲
1.S.H.R. 〜セクシーヒーローレヴォリューション〜 3:43
2.スパイだー作戦! 4:09
3.Secret KILLER (Live In Tokyo) 5:01
Barbe-Q★マイケル
1.S.H.R. 〜セクシーヒーローレヴォリューション〜
2.みどりのおばちゃん
3.狼とキリギリス
4.パンチ DE love Attack
5.Death
6.愛こそすべて
7.フェロモン
8.とうちゃん
9.サラリーマン嵐
10.食べたい なめたい 危険地帯
11.Fire
12.全国大会